# Arola
Arola ist eine Gemeinde in der italienischen Provinz Verbano-Cusio-Ossola (VB) in der Region Piemont.

## Lage und Einwohner
Die Gemeinde Arola liegt 28 km südwestlich von der Provinzhauptstadt Verbania auf einer Höhe von 615 m ü. M. Das Gemeindegebiet umfasst eine Fläche von 6 km² und besteht aus den Ortsteilen Pianezza und Arola, die zusammen 242 Einwohnern (Stand 31. Dezember 2023) haben. 
Die Nachbargemeinden sind Cesara, Civiasco und Madonna del Sasso.

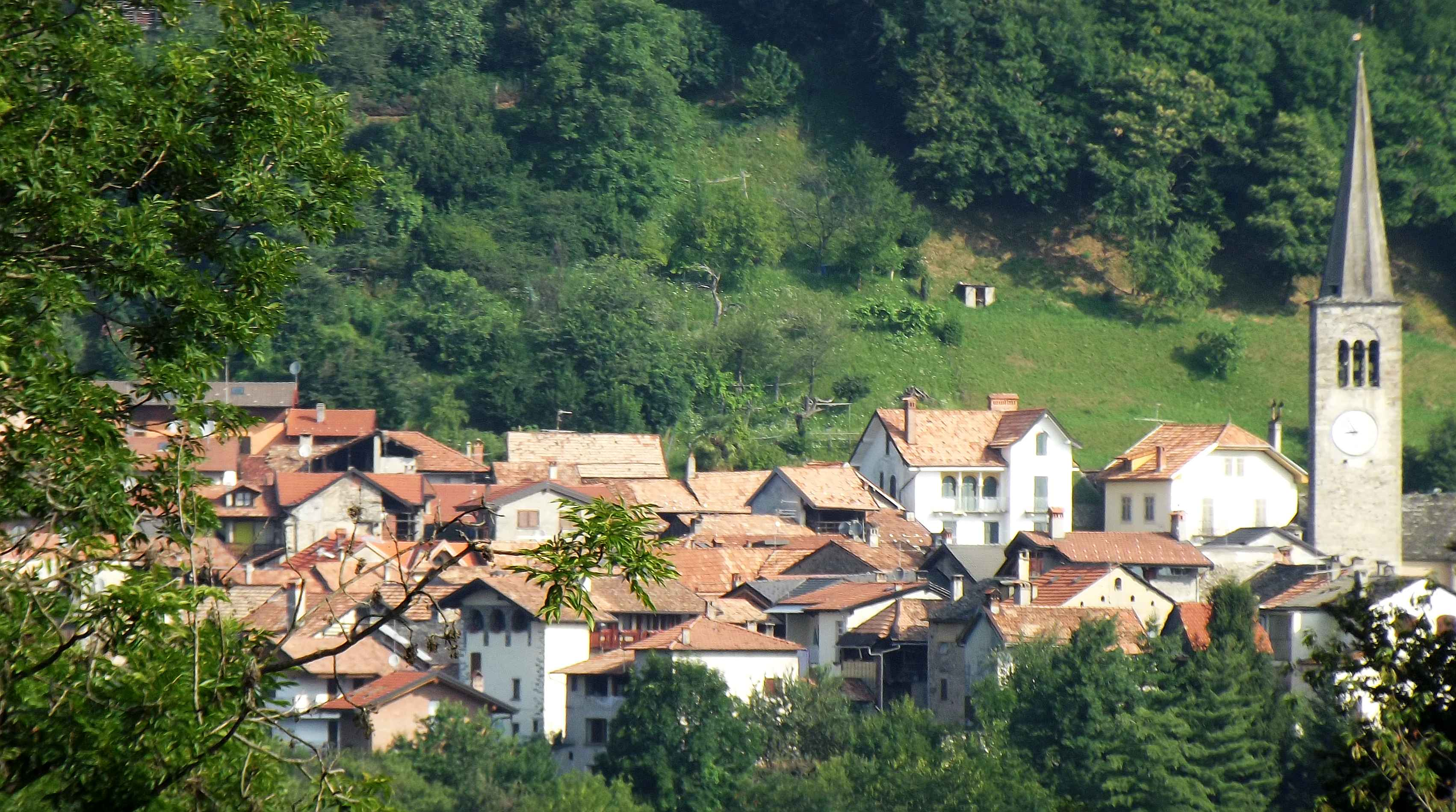
Panorama von Arola

## Geschichte

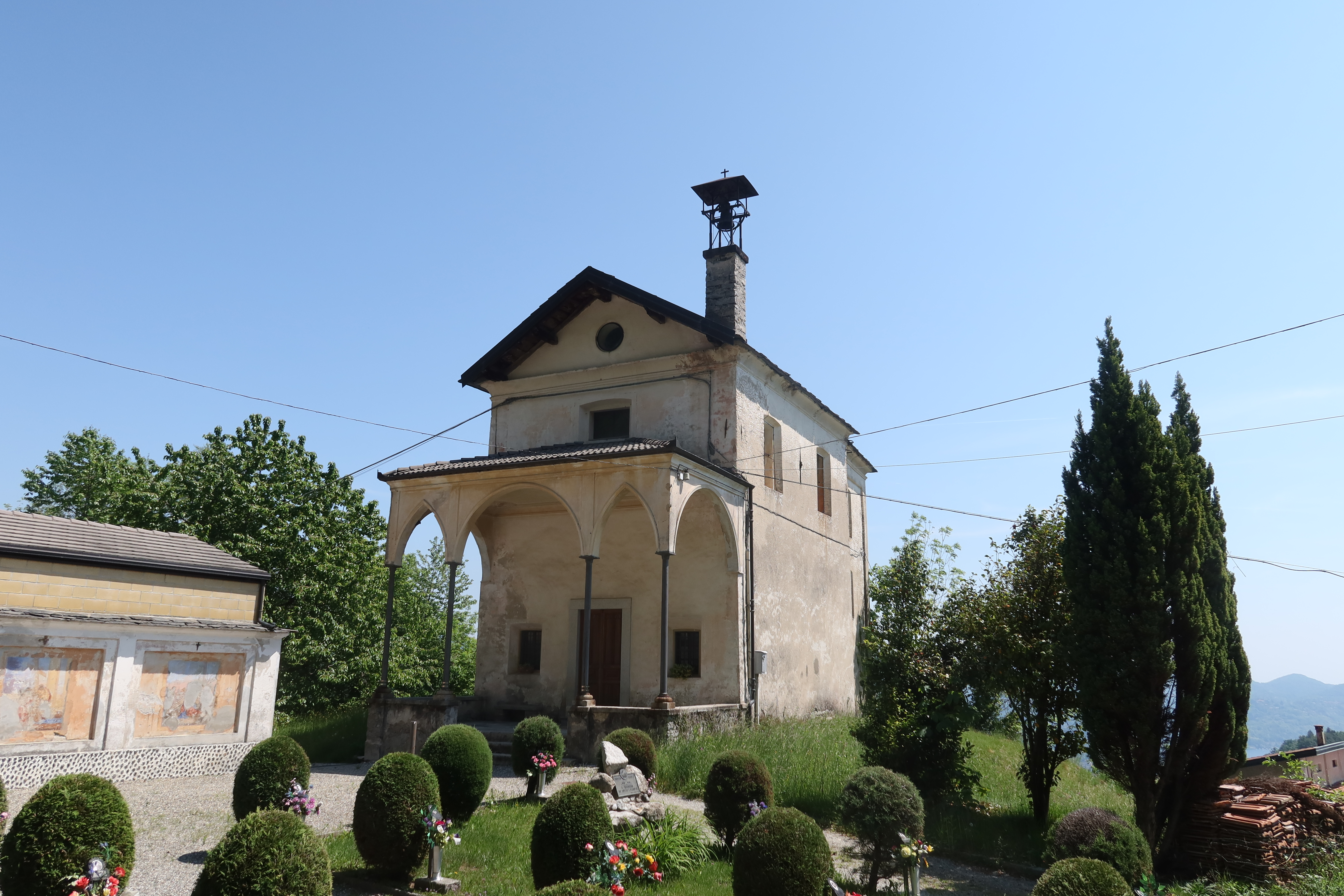
Kirche Sant’Antonio Abate

Seit vom Mittelalter ist die Bedeutung von Arola gerade durch diese Verbindungsstraße geprägt, die für die Wirtschaft der gesamten Region des Orta-Sees entscheidend ist. Die Geschichte kann nicht von der der gesamten Riviera getrennt werden, von der Fehde von San Giulio, einem Geschenk von Otto II. an den Bischof von Novara im Jahr 1062 und so war das Dorf bis 1767.

## Sehenswürdigkeiten
- Pfarrkirche San Bartolomeo erbaut im 17. Jahrhundert hat zwischen dem 18. und 19. Jahrhundert eine erhebliche Umstrukturierung und Erweiterung erfahren. Sein Glockenturm ist 1622 datiert.
- Oratorium Sant’Antonio Abate
- Oratorium Vergine Annunziata
- Oratorium San Giovanni Battista im Ortsteil Pianezza.